# Jung-gu (Busan)
Jung-gu es un distrito del sur del área metropolitana de Busan, Corea del Sur. Tiene una superficie de 2,8 km² y una población de aproximadamente 48 000 habitantes.

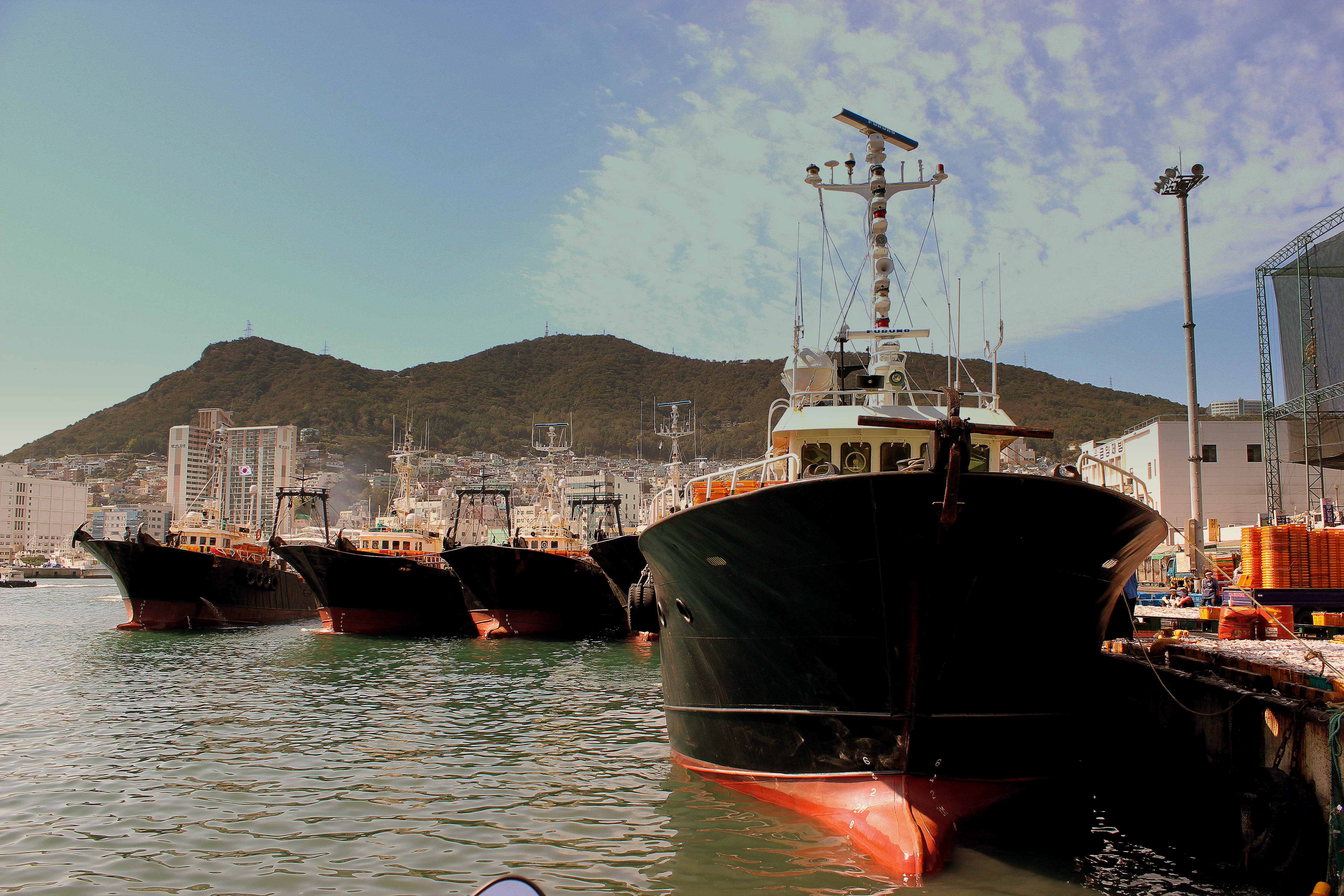
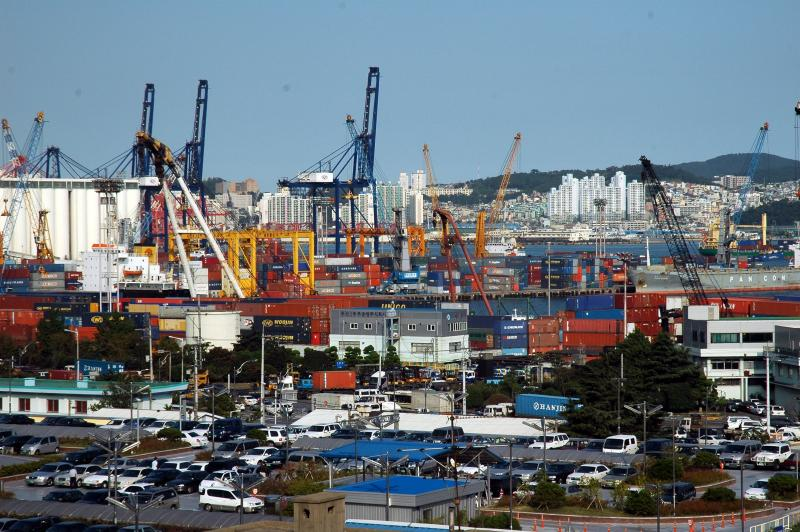

## Divisiones

División administrativa de Jung-gu.

- Jungang-dong
- Donggwang-dong
- Daecheong-dong
- Bosu-dong
- Bupyong-dong
- Gwangbok-dong
- Nampo-dong
- Yeongju-dong